# 田辺良顕

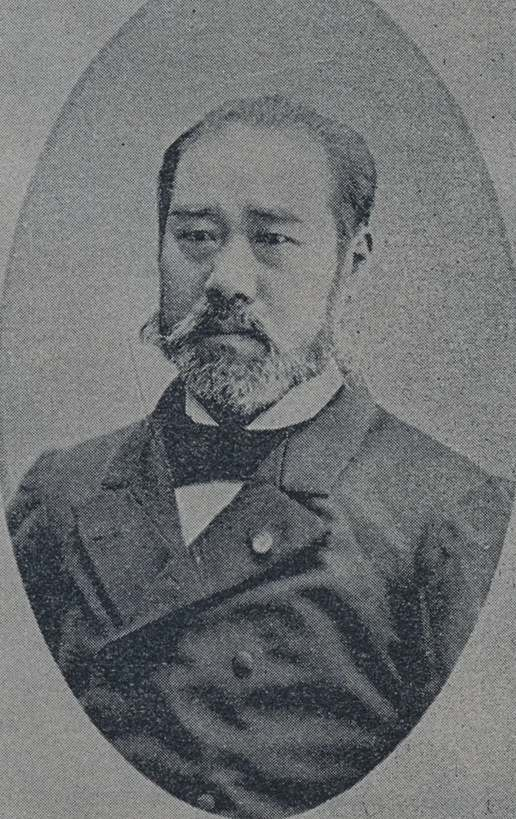
田辺良顕

田辺 良顕（たなべ よしあき、1834年5月9日（天保5年4月1日）- 1897年（明治30年）2月8日）は、幕末の福井藩士、明治期の内務官僚。高知県知事、元老院議官、錦鶏間祗候。通称・平学、字・士順。

## 経歴
越前国足羽郡福井竹ヶ鼻町（現：福井市）で、福井藩士・田辺周吉の長男として生まれる。
明治4年4月（1871年5-6月）、由利公正の勧めに応え、福井藩兵を常備一番隊長として引率し上京、第一大区取締（警察）に就任。以後、東京府権典事・第四大区総長、羅卒総長、司法省警保寮大警視、権大警視、少警視などを歴任。
西南戦争勃発に伴い、1877年3月、警部巡査を引率し京都に向かい警備に従事。同年同月、巡査250名を引率し博多に向かい、同年4月、陸軍歩兵中佐兼少警視に任じられ、別働第三旅団参謀となり各地を転戦。さらに、同旅団参謀長を務めた。同年7月、警察の任務に復帰した。
1879年（明治12年）10月24日、西南戦争での戦功者叙勲調査に関し不備があったとして、謹慎20日、および特典の減給を受けた。
その後、権中警視、一等警視・巡査総長などを歴任。1881年6月、内務権大書記官・警保局長に就任。
1883年2月、高知県令に登用され、1886年7月、地方官官制改正に伴い同県知事となる。民権派と激しく対立するも、四国新道計画を推進し、浦戸湾浚渫事業にも着手して、後に交通政策の業績を高く評価された。1888年2月29日、元老院議官に転じ、1890年10月20日、元老院が廃止され非職となり錦鶏間祗候を仰せ付けられた。

## 人物
馬術を好み、高知県令時代に宮内省の調馬手長だった目方雅周の実弟であった目方雅義を高知に呼び寄せ、雅義の門人だった騎手の活躍もあって、高知における地方競馬の始まりとなった。後に良顕を発起人として「土佐平馬会」が組織され、高知公園の北側に梅ヶ馬場を整備して馬術を奨励したという。

## 栄典
位階
- 1874年（明治7年）2月18日 - 従六位[6]
- 1894年（明治27年）5月21日 - 正四位[7]
- 1897年（明治30年）2月9日 - 従三位[8]

勲章等
- 1889年（明治22年）11月25日 - 大日本帝国憲法発布記念章[9]
- 1894年（明治27年）6月4日 - 勲二等瑞宝章[10]

## 伝記
- 田辺良顕伝刊行会編『田辺良顕伝』田辺良顕伝刊行会、1949年。